# Le Val-Doré
Le Val-Doré – gmina we Francji, w regionie Normandia, w departamencie Eure. W 2013 roku liczba ludności wynosiła 964 mieszkańców. 
Gmina została utworzona 1 stycznia 2018 roku z połączenia trzech ówczesnych gmin: Le Fresne, Le Mesnil-Hardray oraz Orvaux. Siedzibą gminy została miejscowość Orvaux. 